# Khambhat
Khambhat – miasto w Indiach, w stanie Gudźarat. W 2011 roku liczyło 99 164 mieszkańców.